# Деніс Кудла (борець)
Деніс Максиміліан Кудла (нім. Denis Maximilian Kudla; нар. 24 грудня 1994, Ратибор, Сілезьке воєводство, Польща) — німецький борець греко-римського стилю, срібний та бронзовий призер чемпіонатів світу, триразовий бронзовий призер чемпіонатів Європи, дворазовий бронзовий призер Олімпійських ігор.

## Біографія

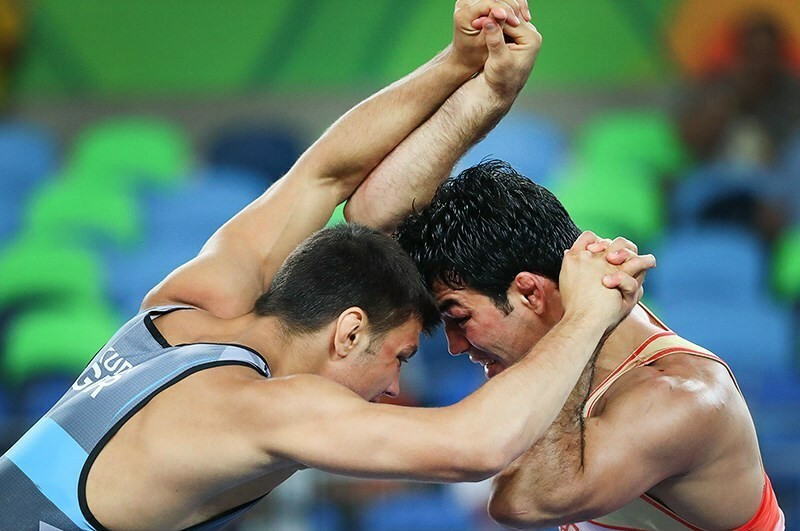
Деніс Кудла (ліворуч) в поєдинку проти Хабіболли Ахлагі з Ірану на літніх Олімпійських іграх 2016 року в Ріо-де-Жанейро.

Народився в польському Ратиборі, але через кілька років його родина переїхала до Німеччини.
Боротьбою почав займатися з 2000 року у віці шести років у клубі «TSV Aichach» в Німеччині. У 2011 році став чемпіоном світу серед кадетів та бронзовим призером чемпіонату Європи у цій же віковій групі. У 2013-му став чемпіоном Європи серед юніорів, а у 2014-му — віце-чемпіоном світу і віце-чемпіоном Європи серед юніорів. У 2015-му виграв континентальну першість у віковій групі до 23 років. У 2017-му на цих змаганнях здобув бронзову нагороду.
Виступає за борцівський клуб «VFK 07» з Шифферштадта.

## Спортивні результати на міжнародних змаганнях

### Виступи на Олімпіадах
| Змагання                    | Збірна    | Вагова категорія                 | Місце  |
| --------------------------- | --------- | -------------------------------- | ------ |
| Літні Олімпійські ігри 2016 | Німеччина | греко-римська боротьба, до 85 кг | Бронза |
| Літні Олімпійські ігри 2020 | Німеччина | греко-римська боротьба, до 87 кг | Бронза |

### Виступи на Чемпіонатах світу
| Змагання                        | Збірна    | Вагова категорія                 | Місце  |
| ------------------------------- | --------- | -------------------------------- | ------ |
| Чемпіонат світу з боротьби 2017 | Німеччина | греко-римська боротьба, до 85 кг | Срібло |
| Чемпіонат світу з боротьби 2018 | Німеччина | греко-римська боротьба, до 87 кг | 11     |
| Чемпіонат світу з боротьби 2019 | Німеччина | греко-римська боротьба, до 87 кг | Бронза |

### Виступи на Чемпіонатах Європи
| Змагання                         | Збірна    | Вагова категорія                 | Місце  |
| -------------------------------- | --------- | -------------------------------- | ------ |
| Чемпіонат Європи з боротьби 2016 | Німеччина | греко-римська боротьба, до 85 кг | Бронза |
| Чемпіонат Європи з боротьби 2018 | Німеччина | греко-римська боротьба, до 87 кг | Бронза |
| Чемпіонат Європи з боротьби 2019 | Німеччина | греко-римська боротьба, до 87 кг | Бронза |
| Чемпіонат Європи з боротьби 2021 | Німеччина | греко-римська боротьба, до 87 кг | 5      |

### Виступи на інших змаганнях
| Змагання                                                       | Збірна    | Вагова категорія                 | Місце  |
| -------------------------------------------------------------- | --------- | -------------------------------- | ------ |
| Кубок Владислава Пітласинські 2014                             | Німеччина | греко-римська боротьба, до 85 кг | 5      |
| Меморіал Іона Корнеану 2015                                    | Німеччина | греко-римська боротьба, до 85 кг | Бронза |
| Кубок Владислава Пітласинські 2015                             | Німеччина | греко-римська боротьба, до 85 кг | Бронза |
| Всесвітні ігри військовослужбовців 2015                        | Німеччина | греко-римська боротьба, до 85 кг | 11     |
| Тор Мастерс 2016                                               | Німеччина | греко-римська боротьба, до 85 кг | Золото |
| Олімпійський кваліфікаційний турнір з боротьби 2016 (Зренянин) | Німеччина | греко-римська боротьба, до 85 кг | 5      |
| Олімпійський кваліфікаційний турнір з боротьби 2016 (Стамбул)  | Німеччина | греко-римська боротьба, до 85 кг | Золото |
| Гран-прі Німеччини з боротьби 2016                             | Німеччина | греко-римська боротьба, до 85 кг | Бронза |
| Тор Мастерс 2017                                               | Німеччина | греко-римська боротьба, до 85 кг | Золото |
| Кубок Владислава Пітласинські 2017                             | Німеччина | греко-римська боротьба, до 85 кг | 8      |
| Тор Мастерс 2018                                               | Німеччина | греко-римська боротьба, до 87 кг | Золото |
| Гран-прі Німеччини з боротьби 2018                             | Німеччина | греко-римська боротьба, до 87 кг | Золото |
| Тор Мастерс 2019                                               | Німеччина | греко-римська боротьба, до 87 кг | Срібло |
| Гран-прі Німеччини з боротьби 2019                             | Німеччина | греко-римська боротьба, до 87 кг | 10     |
| Всесвітні ігри військовослужбовців 2019                        | Німеччина | греко-римська боротьба, до 87 кг | Бронза |

### Виступи на змаганнях молодших вікових груп
| Змагання                                       | Збірна    | Вагова категорія                 | Місце  |
| ---------------------------------------------- | --------- | -------------------------------- | ------ |
| Чемпіонат Європи з боротьби до 23 років 2015   | Німеччина | греко-римська боротьба, до 85 кг | Золото |
| Чемпіонат Європи з боротьби до 23 років 2017   | Німеччина | греко-римська боротьба, до 85 кг | Бронза |
| Чемпіонат Європи з боротьби серед юніорів 2012 | Німеччина | греко-римська боротьба, до 84 кг | 8      |
| Чемпіонат світу з боротьби серед юніорів 2012  | Німеччина | греко-римська боротьба, до 84 кг | 22     |
| Чемпіонат Європи з боротьби серед юніорів 2013 | Німеччина | греко-римська боротьба, до 84 кг | Золото |
| Чемпіонат Європи з боротьби серед юніорів 2014 | Німеччина | греко-римська боротьба, до 84 кг | Срібло |
| Чемпіонат світу з боротьби серед юніорів 2014  | Німеччина | греко-римська боротьба, до 84 кг | Срібло |
| Чемпіонат Європи з боротьби серед кадетів 2010 | Німеччина | греко-римська боротьба, до 63 кг | 19     |
| Чемпіонат Європи з боротьби серед кадетів 2011 | Німеччина | греко-римська боротьба, до 76 кг | Бронза |
| Чемпіонат світу з боротьби серед кадетів 2011  | Німеччина | греко-римська боротьба, до 76 кг | Золото |